# Liste der Naturdenkmale im Amt West-Rügen
Die Liste der Naturdenkmale im Amt West-Rügen nennt die Naturdenkmale im Amt West-Rügen im Landkreis Vorpommern-Rügen in Mecklenburg-Vorpommern.

## Altefähr
| Bild | Nr. | Bezeichnung | Standort                                   | Beschreibung | Schutzzweck | Verordnung |
| ---- | --- | ----------- | ------------------------------------------ | ------------ | ----------- | ---------- |
| BW   |     | Eibe        | Altefähr (54° 19′ 51,7″ N, 13° 7′ 36,7″ O) |              |             |            |
| BW   |     | Hainbuche   | Jarkvitz (54° 19′ 33,6″ N, 13° 10′ 45″ O)  |              |             |            |

## Dreschvitz
| Bild | Nr.        | Bezeichnung          | Standort                           | Beschreibung                                                         | Schutzzweck | Verordnung                                                        |
| ---- | ---------- | -------------------- | ---------------------------------- | -------------------------------------------------------------------- | ----------- | ----------------------------------------------------------------- |
| BW   |            | Winterlinde          | (54° 23′ 17,4″ N, 13° 18′ 41″ O)   |                                                                      |             |                                                                   |
| BW   | fnd_vr_028 | Schlosspark in Ralow | (54° 24′ 11,5″ N, 13° 14′ 31,2″ O) | Erste Festsetzung 1981, wertvolles Biotop, wertvolle Pflanzenart(en) |             | Beschluss des Rates des Kreises Rügen Nr. 62-7./81 vom 22.01.1981 |

## Gingst
| Bild | Nr. | Bezeichnung | Standort                                    | Beschreibung | Schutzzweck | Verordnung |
| ---- | --- | ----------- | ------------------------------------------- | ------------ | ----------- | ---------- |
| BW   |     | Linde       | Teschvitz (54° 28′ 6,5″ N, 13° 15′ 32,8″ O) |              |             |            |
| BW   |     | Linde       | Teschvitz (54° 28′ 6,2″ N, 13° 15′ 32,2″ O) |              |             |            |
| BW   |     | Linde       | Teschvitz (54° 28′ 6″ N, 13° 15′ 32,7″ O)   |              |             |            |
| BW   |     | Linde       | Teschvitz (54° 28′ 5,6″ N, 13° 15′ 31,9″ O) |              |             |            |
| BW   |     | Linde       | Teschvitz (54° 28′ 5,4″ N, 13° 15′ 32,7″ O) |              |             |            |

## Insel Hiddensee
| Bild | Nr.         | Bezeichnung           | Standort                                      | Beschreibung | Schutzzweck | Verordnung                                                         |
| ---- | ----------- | --------------------- | --------------------------------------------- | --- | ----------- | ------------------------------------------------------------------ |
| BW   |             | Schwedische Mehlbeere | Kirchweg (54° 35′ 7,3″ N, 13° 6′ 20,8″ O)     | |             |                                                                    |
| BW   |             | Winterlinde           | Pastorenweg (54° 35′ 10,4″ N, 13° 6′ 35,4″ O) | |             |                                                                    |
| BW   | fnd_vr_019a | Ellernsegen           | (54° 35′ 47,8″ N, 13° 7′ 52,3″ O)             | Erste Festsetzung 1981, wertvolles Biotop, wertvolle Pflanzenart(en)                                                               |             | Beschluss des Rates des Kreises Rügen Nr. 191/21-88 vom 06.10.1988 |
| BW   | fnd_vr_019b | Ellernsegen           | (54° 35′ 52,4″ N, 13° 7′ 39,4″ O)             | Erste Festsetzung 1981, wertvolles Biotop, wertvolle Pflanzenart(en)                                                               |             | Beschluss des Rates des Kreises Rügen Nr. 191/21-88 vom 06.10.1988 |
| BW   | fnd_vr_026  | Riedsoll              | (54° 35′ 17,2″ N, 13° 6′ 51,5″ O)             | Erste Festsetzung 1981, wertvolles Biotop, besondere kulturhistorische Bedeutung, wertvolle Pflanzenart(en), wertvolle Tierart(en) |             | Beschluss des Rates des Kreises Rügen Nr. 191/21-88 vom 06.10.1988 |
| BW   | fnd_vr_037  | Rübenberg             | (54° 35′ 28,7″ N, 13° 7′ 26,8″ O)             | Erste Festsetzung 1986, wertvolles Biotop, wertvolle Pflanzenart(en)                                                               |             | Beschluss des Rates des Kreises Rügen Nr. 191/21-88 vom 06.10.1988 |

## Kluis
In diesem Ort sind keine Naturdenkmale bekannt.

## Neuenkirchen
In diesem Ort sind keine Naturdenkmale bekannt.

## Rambin
In diesem Ort sind keine Naturdenkmale bekannt.

## Samtens
| Bild | Nr. | Bezeichnung | Standort                                    | Beschreibung | Schutzzweck | Verordnung |
| ---- | --- | ----------- | ------------------------------------------- | ------------ | ----------- | ---------- |
| BW   |     | Rotbuche    | Berglase (54° 19′ 38,9″ N, 13° 18′ 56,2″ O) |              |             |            |
| BW   |     | Bergahorn   | Negast (54° 22′ 20,2″ N, 13° 17′ 47,1″ O)   |              |             |            |
| BW   |     | Rotbuche    | Liddow (54° 33′ 23″ N, 13° 22′ 13,8″ O)     |              |             |            |
| BW   |     | Rotbuche    | Liddow (54° 33′ 22″ N, 13° 22′ 8″ O)        |              |             |            |

## Schaprode
| Bild | Nr.        | Bezeichnung        | Standort                                                 | Beschreibung                                                         | Schutzzweck | Verordnung                                                         |
| ---- | ---------- | ------------------ | -------------------------------------------------------- | -------------------------------------------------------------------- | ----------- | ------------------------------------------------------------------ |
| BW   |            | Platane            | Granskevitz (54° 31′ 38,4″ N, 13° 13′ 11,4″ O)           |                                                                      |             |                                                                    |
| BW   |            | Ginkgo             | Granskevitz (54° 31′ 37″ N, 13° 13′ 10,4″ O)             |                                                                      |             |                                                                    |
| BW   |            | Blutbuche          | Granskevitz (54° 31′ 35,8″ N, 13° 13′ 11,9″ O)           |                                                                      |             |                                                                    |
| BW   |            | Ginkgo             | Poggenhof (54° 31′ 54,6″ N, 13° 10′ 21,9″ O)             |                                                                      |             |                                                                    |
| BW   |            | Stieleiche         | Poggenhof (54° 31′ 52″ N, 13° 10′ 28″ O)                 |                                                                      |             |                                                                    |
| BW   |            | Stieleiche         | Schaprode Lange Straße (54° 30′ 50,4″ N, 13° 9′ 59,2″ O) |                                                                      |             |                                                                    |
| BW   |            | Platane            | Streu (54° 30′ 35,2″ N, 13° 10′ 33,6″ O)                 |                                                                      |             |                                                                    |
| BW   | fnd_vr_020 | Ilexhain in Seehof | (54° 32′ 34,8″ N, 13° 8′ 52,8″ O)                        | Erste Festsetzung 1981, wertvolles Biotop, wertvolle Pflanzenart(en) |             | Beschluss des Rates des Kreises Rügen Nr. 191/21-88 vom 06.10.1988 |

## Trent
| Bild | Nr. | Bezeichnung | Standort                                | Beschreibung | Schutzzweck | Verordnung |
| ---- | --- | ----------- | --------------------------------------- | ------------ | ----------- | ---------- |
| BW   |     | Blutbuche   | Venz (54° 29′ 43,9″ N, 13° 18′ 23,1″ O) |              |             |            |

## Ummanz
In diesem Ort sind keine Naturdenkmale bekannt.